# 영국 육군
영국 육군(영어: British Army)은 영국의 영토 방위를 책임지는 군사기관이며, 약 10만 명의 정규군과 3만 명의 지역군 (Territorial Force, 지역방위군)을 거느리고 있다.

## 개요
1963년부터 국방부에 소속되어 있으며, 최고사령관은 찰스 3세 국왕이다. 1717년 창설이래 수많은 전쟁에 참전하였으며, 주요 참전기록은 나폴레옹 전쟁, 제1차 세계대전, 제2차 세계대전 등이다. 현재 재정난으로 Army 2020 계획이 확정되고 정규군은 100,900 명으로 줄었지만, 지속적인 경제회복으로 2025년까지 2개의 기계화보병여단을 추가 편성할 예정이며, 강습헬기 도입 등은 긍정적인 면으로 남아 있다.
현재 영국 육군의 임무는 테러와의 전쟁, 해외의 영국 영토의 이권수호 등이며 유사시 전쟁에 대비한 편제와 장비를 갖추고 있다.
현재 영국 육군은 이라크, 아프가니스탄, 케냐, 시리아 등에서 평화유지 작전을 수행 중이며, 나토의 일원으로 독일에 20기갑보병여단을 주둔시키고 있다. 20기갑보병여단은 Army 2020 계획의 일환으로 2020년까지 영국 본토로 재배치 되어 신속대응군으로서의 임무를 수행할 예정이다.

## 역사

### 창설
영국육군의 역사는 1643년 올리버 크롬웰이 창설한 신편제 군대로, 1717년까지 본토수비와 식민지 수비를 주력으로 하는 민병조직으로 남아있다가, 1717년 조지 1세에 의하여 육군으로 창설된다. 창설 당시엔 약 35,000 명의 정규군을 보유하고 있었지만, 4국 동맹전쟁, 7년전쟁 등으로 군 규모를 확장하여 1756년엔 육군이 80,000 명에 달하게 된다.
미국 독립전쟁 시기에 영국 육군은 전쟁의 규모에 맞게 병력이 121,000 명으로 확장되기도 한다. 미국독립전쟁 후, 프랑스 혁명전쟁의 전간기까지, 영국육군은 실전이 없다는 이유로 겨우 40,000 명으로 축소되기도 했으나, 뒤이어 벌어진 나폴레옹 전쟁 당시 경보병과 소총병의 활약으로, 영국육군 대륙파견군 (약 80,000 명의 소부대)는 유럽 최강의 부대로 인정받게 된다. 이후 한세기 동안 영국 육군은 대영 제국의 확장으로 식민지 전쟁에 주력하는데, 대표적인게 보어 전쟁과 줄루 전쟁, 세포이의 반란 등이다.

### 세계대전
1차 세계대전때는 참호전으로 고통받고, 보병, 포병, 기병간에 병과 조화가 이루어지지 않아 초기 약 200만 명에 달하는 사상자가 나기도 하는데, 탱크라고도 하는 전차를 발명하고(1916년), 합동작전이 발전하는 등의 이유로, 승리의 주역으로 거듭나게 된다. 2차세계대전시기엔, 영국육군이 북아프리카와 서유럽 전선에서 몇몇 기록적인 승리를 이끌어내지만, 물량과 인력이 더 풍부한 미군에게 승리의 주역을 빼앗기게 된다.

### 실력있는 군대
이후 제국의 몰락과 함께, 영국 육군은 1945년 당시 450만 명의 병력에서 1970년 20만 명까지 축소된다. 1990년 12만 명으로 감축은 막을 내릴것 같았지만, 2008년 미국발 금융위기로 현재 병력인 9만명으로 축소된다. 하지만 이 9만 명의 병력은 아프가니스탄, 이라크 등지에서 실전경험을 쌓은 실력자들이다.

## 사단급 부대
사단은 3개에서 7개의 전투여단과 1개의 지원여단으로 편성된다. 현재 군단편제가 없는 영국군에게 20,000 명에서 40,000 명의 군인으로 이루어진 사단은 야전지휘부 역할을 하고 있다. 지휘관은 소장이나 준장으로, 유사시 5개의 예비사단이 현역으로 승격될 경우, 준장이 지휘한다.
사단급 전투부대
- 1 (영국)사단 (본토대응군, 영국섬과 아일랜드 방위)
- 3 (영국)사단 (기계화, 신속대응군으로서, 세계 곳곳에서 영국의 이권을 수호한다.)

예비사단
- 국왕사단 (예비사단, 유사시에 영국방위)
- 여왕사단 (예비사단, 유사시에 영국방위)
- 근위사단 (예비사단, 유사시에 런던방위)
- 스코틀랜드 사단 (예비사단, 유사시에 스코틀랜드 방위)
- 웨일스왕자사단 (예비사단, 유사시에 스코틀랜드 방위)

## 여단급 부대
여단은 4개에서 7개의 전투대대와 1개 포병연대, 2개 공병대대로 편성되며, 현재 영국군의 표준 편제다. 영국군의 전투여단은 독자적으로 공병대, 포병대, 군악대, 의료대를 갖춰 독립작전이 가능하며 약 3,000에서 8,000 명의 군인으로 편성된다. 지휘관은 준장이며, 유사시엔 대령의 지휘를 받기도 한다.
여단급 전투부대
- 1기갑보병여단 (기계화)
- 12기갑보병여단 (기계화)
- 20기갑보병여단 (기계화)
- 4보병여단 (보병여단, 차량화)
- 7보병여단 (보병여단, 차량화)
- 11보병여단 (보병여단)
- 38보병여단 (보병여단, 북아일랜드 주둔군)
- 42보병여단 (보병여단, 차량화)
- 51보병여단 (보병여단, 스코틀랜드 주둔군)
- 160보병여단 (보병여단)
- 16공중강습보병여단 (강습보병여단, 공수보병, 육군항공대 포함)

여단급 지원부대
지원부대는 전투부대를 보조하고, 예비대로서의 역학을 수행한다.
- 101군수지원여단 (병참여단, 의료연대 포함)
- 102군수지원여단 (병참여단, 의료연대 포함)
- 104군수지원여단 (병참여단, 의료연대 포함)
- 1포병여단 (포병여단
- 11연락선유지여단 (연락선 보호 및, 군내 연락담당)
- 2의료여단 (의료여단, 각 여단마다 의료연대 파견)
- 1사령부 및 정보부여단 (군내 사령부, 정보부 포함)
- 헌병여단 (헌병여단, 군내 군무국 소속)

해외주둔부대
해외에 있는 영국영토의 이권을 수호하며, 유사시 파견군으로 파견된다.
- 포클랜드 섬 주둔군 (2개 대대급)
- 키프로스 섬 주둔군 (2개 대대급)
- 브루나이 섬 주둔군 (2개 대대급)
- 지브롤터 주둔군 (1개 현지군 대대)

육군특수부대
대테러 작전 수행을 위한 편제와 장비를 갖추며, 특수작전을 수행한다.
- 제22 (SAS)연대 (공수특전단)
- 특수정찰연대
- 특수부대 지원연대 (6개 중대급)

## 영국군 주요 연대/대대급 부대
(중)기갑
전차를 운용하며, 타격/전선돌파 용도로 사용된다.
- 왕립전차연대
- 국왕의 후사르연대
- 여왕의 후사르 (검기병)연대
- 웨섹스 예비전차연대 (훈련 및 예비전차연대)

(경)기갑
경전차나 장갑차를 운용하며 스트라이크 임무를 수행한다.
- 왕립근위기병연대
- 왕립창기병연대
- 왕립근위용기병연대
- 제1여왕근위 용기병연대
- 왕립스코틀랜드 용기병연대
- 왕립의용기병연대
- 왕립경기병연대
- 북아일랜드와 스코틀랜드 의용기병연대
- 여왕의 의용기병연대

보병
보병전이나 강습임무를 수행한다.
- 근위척탄병연대 (1개 현역대대)
- 콜드스트림 근위경보병연대 (1개 현역대대)
- 스코틀랜드 근위연대 (1개 현역대대)
- 아일랜드 근위연대 (1개 현역대대)
- 웨일스 근위연대 (1개 현역대대)
- 런던 근위연대 (1개 예비역대대)
- 왕립스코틀랜드연대 (4개 현역대대, 2개 예비역대대)
- 왕립 웨일스왕자연대 (2개 현역대대, 1개 예비역대대)
- 앵글리안연대 (2개 현역대대, 1개 예비역대대)
- 랭카스터 공작연대 (2개 현역대대, 1개 예비역대대)
- 왕립퓨질리어연대 (2개 현역대대, 1개 예비역대대)
- 요크셔연대 (2개 현역대대, 1개 예비역대대)
- 왕립 웨일스공녀연대 (1개 현역대대, 1개 예비역대대)
- 왕립 메르시안연대 (2개 현역대대, 1개 예비역대대)
- 왕립 아일랜드연대 (1개 현역대대, 1개 예비역대대)
- 소총연대 (5개 현역대대, 1개 예비역대대)
- 공수연대 (2개 현역대대, 1개 예비역대대)
- 왕립 구르카연대 (2개 현역대대)
- 발라클라바대대 (1개 현역중대)
- 근위척탄병연대 독립중대 (1개 현역중대)
- 스코틀랜드 근위연대 7중대 (1개 현역중대)
- 콜드스트림 근위연대 F중대 (1개 현역중대)

기타 육군전투부대
- 육군공수특전단 (SAS)연대 (1개 현역대대, 2개 예비역대대)
- 특수정찰연대 (1개 현역대대)
- 육군항공대 (7개 현역대대, 1개 예비역대대)

전투부대 지원부대
- 왕립포병대 (15개 현역대대, 6개 예비역대대)
- 왕립공병대 (15개 현역대대, 7개 예비역대대)
- 명예근위포병연대 (1개 예비역대대)
- 육군정보부
- 연락선보호부대

## 지방군
많이 알려지지는 않았지만, 지방군도 영국육군의 한축을 담당한다. 총병력이 약 3만 명인 이 영국육군의 부대는 소장의 지휘를 받으며 평화시 영국영토를 방위하고, 유사시엔 약 9만 명으로 확장되어 본국을 방위하는 임무도 맡기도 한다.

## 같이 보기
- 영국 공군
- 영국 해군